# حرب المئة عام منذ عام 1415 حتى 1453
```
كانت حرب لانكستر هي المرحلة الثالثة والأخيرة من 
حرب المئة عام
 بين 
إنجلترا
 و
فرنسا
. استمرت منذ عام 1415، عندما غزا الملك 
هنري الخامس
 ملك إنجلترا 
نورماندي
، حتى 1453، عندما فقد 
الإنجليز
 
بوردو
. جاءت بعد فترة طويلة من السلام منذ نهاية حرب كارولين عام 1389. سميت المرحلة على اسم 
أسرة لانكستر
، العائلة الحاكمة 
لمملكة إنجلترا
، التي كان ينتمي إليها هنري الخامس.
```

سيطرت مملكة إنجلترا على النصف الأول من هذه المرحلة من الحرب. سمحت النجاحات الإنجليزية الأولية، خاصة معركة أجينكور الشهيرة، إلى جانب الانقسامات بين الطبقة الحاكمة الفرنسية للإنجليز بالسيطرة على أجزاء كبيرة من فرنسا. في عام 1420، وقع الطرفان على معاهدة تروا، التي تزوج الملك الإنجليزي بموجبها من الأميرة الفرنسية كاثرين وأصبح وصيًا على المملكة ووريثًا لعرش فرنسا. وهكذا حقق الإنجليز انتصارًا على الورق، وأصبح لمطالبهم الآن مكانة قانونية. رفض بعض النبلاء الفرنسيين الاعتراف بالاتفاقية، وبالتالي بقي القهر العسكري ضروريًا لتطبيق أحكامه. بعد وفاة الملك هنري الخامس، عمل شقيقه جون، دوق بيدفورد، على إعطاء الإنجليز قوة كبيرة في فرنسا وصلت إلى أوجها خلال تلك الفترة، مع تتويج ملك إنجليزي في باريس.
سيطرت مملكة فرنسا على النصف الثاني من هذه المرحلة من الحرب. شنت القوات الفرنسية هجومًا مضادًا، مستوحى من جان دارك، ولا هير، وكونت دونوا، وساعدها على ذلك خسارة الإنجليز لحلفائها الرئيسيين، دوقات بورغوندي وبريتاني. توج تشارلز السابع ملك فرنسا في نوتردام دي ريمس عام 1429، ثم تلا ذلك بطيئًا ولكن مطردًا استعادة الأراضي الفرنسية التي كانت تحت سيطرة الإنجليزية. في نهاية المطاف، طُرِد الإنجليز من فرنسا وفقدوا جميع أراضيهم القارية، باستثناء بالي كاليه (التي استعادها الفرنسيون عام 1558).
كانت معركة كاستيلون (1453) هي الإجراء الأخير لحرب المئة عام، لكن بقيت فرنسا وإنجلترا رسميًا في حالة حرب حتى معاهدة بيكيني في عام 1475. استمر الإنجليز، وبعد ذلك الملوك البريطانيين في المطالبة اسميًا بالعرش الفرنسي حتى عام 1801، ولم يتابعوا ذلك بجدية مرة أخرى.

## استئناف إنجلترا للحرب
أكد هنري الخامس ملك إنجلترا على المطالبة بالميراث من خلال سلالة الإناث، مع الاعتراف بالوكالة والميراث الأنثوي في القانون الإنجليزي وحظره في فرنسا بموجب قانون ساليك لساليان فرانكس. وهكذا سعى هنري الخامس إلى العرش الفرنسي من ارتباطه المزعوم بجده الأكبر، إدوارد الثالث ملك إنجلترا، من خلال والدة إدوارد، وهو ادعاء رفضته محكمة فرنسا في السابق لصالح خليفته الأبعد، فيليب السادس.
عند انضمامه في عام 1413، قام هنري الخامس بتهدئة العالم من خلال التوفيق بين الأعداء المتبقين من عائلة لانكستر، وقمع هرطقة لولاردس. في عام 1415، غزا هنري الخامس فرنسا واستولى على هارفلور. هلك جيش هنري بسبب الأمراض، وسار إلى كاليه للانسحاب من الحملة الفرنسية. ضايقت القوات الفرنسية الإنجليز، لكنها امتنعت عن خوض معركة مفتوحة أثناء تكديس أعدادهم. خاض الفرنسيون أخيرًا معركة في أجينكورت، والتي أثبتت أنها ثالث نصر إنكليزي عظيم في حرب المئة عام، وكارثة ساحقة للفرنسيين.
بدأت فصائل الأرماجناك والبورغنديان في المحكمة الفرنسية مفاوضات الاتحاد ضد العدو الأجنبي. أصبح قادة بارزون من فصيل أرماجناك، مثل تشارلز ودوق أورليان وجون الأول دوق بوربون وآرثر دي ريشمونت (شقيق دوق بريتاني) سجناء في إنجلترا. احتفظ البورغنديون، تحت قيادة جان الجسور، دوق بورغوندا، بقواتهم، ولم يقاتلوا في أجينكورت ، لكن إخوة الدوق الأصغر، أنتوني، دوق برابانت وفيليب الثاني، كونت نيفير ماتوا في تلك المعركة. في اجتماع بين دوفين تشارلز وجان الجسور، اغتيل دوق بورغوندا على يد أتباع دوفين، مما أجبر ابن الدوق وخليفته على التحالف مع الإنجليز.

## معاهدة تروا
أقام هنري الخامس تحالفًا رسميًا مع فيليب الصالح، دوق بورغندا، الذي استولى على باريس، بعد اغتيال جان الجسور في عام 1419. وأجبروا الملك تشارلز السادس على توقيع معاهدة تروا، والتي بموجبها سيتزوج هنري ابنة تشارلز كاثرين، وسيرث هنري وورثته عرش فرنسا، وحرمان دوفين تشارلز من الميراث. دخل هنري باريس رسميًا في وقت لاحق من ذلك العام وصدق على الاتفاقية العامة. في وقت سابق من ذلك العام، نصب جيش إنجليزي بقيادة إيرل سالزبوري كمينًا لقوة فرانكو الاسكتلندية ودمرها في فريسناي على بعد 20 ميلًا شمال لومان (مارس 1420). وفقًا لمؤرخ، فقد الفرنسيون والاسكتلنديون 3000 رجل ومعسكرهم ومحتوياته بما في ذلك الخزانة الاسكتلندية. في عام 1421، هزم الجيش الفرنسي الاسكتلندي الذي كان قوامه 5000 جيش إنكليزي قوامه 4000 في معركة بوجي. خلال معركة توماس لانكستر، قُتل دوق كلارنس الأول، شقيق هنري الخامس.

## الضغط الأنجلو بورغندي
على فراش الموت، فصّل هنري الخامس خططه للحرب بعد وفاته. أمر هنري أتباعه بمواصلة الحرب حتى الاعتراف بمعاهدة تروي في كل فرنسا. يجب أن يُمنح دوق بورغوندا وصاية فرنسا، مع بدفورد كبديل في حال رفضه، ويجب الحفاظ على التحالف البورغندي بأي ثمن، ويجب الاحتفاظ بدوق أورليان وبعض السجناء الآخرين حتى يبلغ ابن هنري سن الرشد. لن تكون هناك معاهدة مع دوفين ما لم يؤكَّد أن نورماندي ملكية إنجليزية. التزم بيدفورد بإرادة أخيه، وحافظ على التحالف البورغندي طوال حياته.
بعد وفاة هنري المبكرة عام 1422، بالتزامن تقريبًا مع وفاة والد زوجته، توج ابنه الرضيع هنري السادس ملك إنجلترا والثاني ملك فرنسا. لم يعترف الأرماجناك بهنري وظلوا مخلصين لابن تشارلز السادس، دوفين تشارلز. وهكذا استمرت الحرب في وسط فرنسا.
في عام 1423، هزم إيرل سالزبوري قوة فرانكو اسكتلندية أخرى تمامًا في كرافانت على ضفاف نهر يون. قاد شخصيًا عبور النهر، ونجح في الهجوم على موقع عدو قوي للغاية، وفي المعركة الناتجة تكبد الأسكتلنديون خسائر فادحة. شهد العام نفسه انتصارًا فرنسيًا في معركة لا بروسينير.
في العام التالي، فاز بيدفورد بما وصف بأنه «أجينكور ثانية» في فيرنويل عندما دمر جيشه جيش فرانكو اسكتلندي يقدر بنحو 16000 رجل. كانت حرارة شهر أغسطس تعني أن الرماة الإنجليز لم يتمكنوا من البقاء بأماكنهم، بالتالي تحركوا باتجاه أحد الجانبين. لكن الرجال الإنجليز وقفوا بحزم وخاضوا الحرب ضد أعدائهم. بمساعدة هجوم الرماة من الجناح الآخر، دمروا جيش الحلفاء. حاصروا الاسكتلنديين في الميدان وأبادوهم، تقريبًا حتى آخر رجل. مات حوالي 6500 هناك، بما في ذلك جميع قادتهم. نتيجة لذلك، لم تهبط أي قوة اسكتلندية واسعة النطاق في فرنسا مرة أخرى. وتعرض الفرنسيون لأضرار شديدة، فقد قُتل قادتهم في الميدان، وقُتل أو تفرق الجنود الباقون.
شهدت السنوات الخمس التالية ذروة القوة الإنجليزية الممتدة من القناة إلى نهر اللوار، باستثناء أورليان وأنجيه فقط، ومن بريتاني في الغرب إلى بورجوندي في الشرق. حقق الإنجليز ذلك من خلال موارد القوة البشرية المتناقصة باستمرار.